# Condition des femmes en Somalie
La condition des femmes en Somalie est contrastée. Les femmes constituent un élément clé de la société somalienne, avec des rôles clairement définis et importants au sein de la famille. Les femmes somaliennes du Somaliland, république autoproclamée reconnue internationalement comme une région autonome de la Somalie, en font partie,. Depuis le prosélytisme d'Ismail Urwayni en 1890 jusqu'à la défaite de l'État derviche sous les bombardements aériens britanniques en 1920, les femmes de la bande de terre allant de Jidali et Sanaag au nord, à Beledweyne au sud sont appelées Darawiishaad (au pluriel) ou Darwiishad (au singulier).

## Population
La plupart des habitants de la Somalie sont musulmans. La population de la Somalie augmente de 1,67 % par an et à un taux de natalité de 41,45 naissances pour 1 000 habitants. En 2013, l'indice synthétique de fécondité de la Somalie est de 6,17 enfants par femme, soit le quatrième taux le plus élevé au monde.
La plupart des habitants sont jeunes, avec un âge médian de 17,7 ans. 44,3 % de la population est âgée de 0 à 14 ans, 53,5 % de 15 à 64 ans et seulement 2,3 % de 65 ans ou plus. Le sexe-ratio est à peu près équilibré, avec proportionnellement autant d'hommes que de femmes.
En raison de la guerre civile, il est difficile d'établir des statistiques démographiques exactes pour la Somalie depuis 1975. Selon les Nations unies, en 2014, environ la moitié de la population de la Somalie est composée de femmes.
Par rapport à d'autres pays africains, la Somalie présente des niveaux d'éducation plus faibles et des taux de mortalité infantile plus élevés.

## Histoire des droits des femmes en Somalie

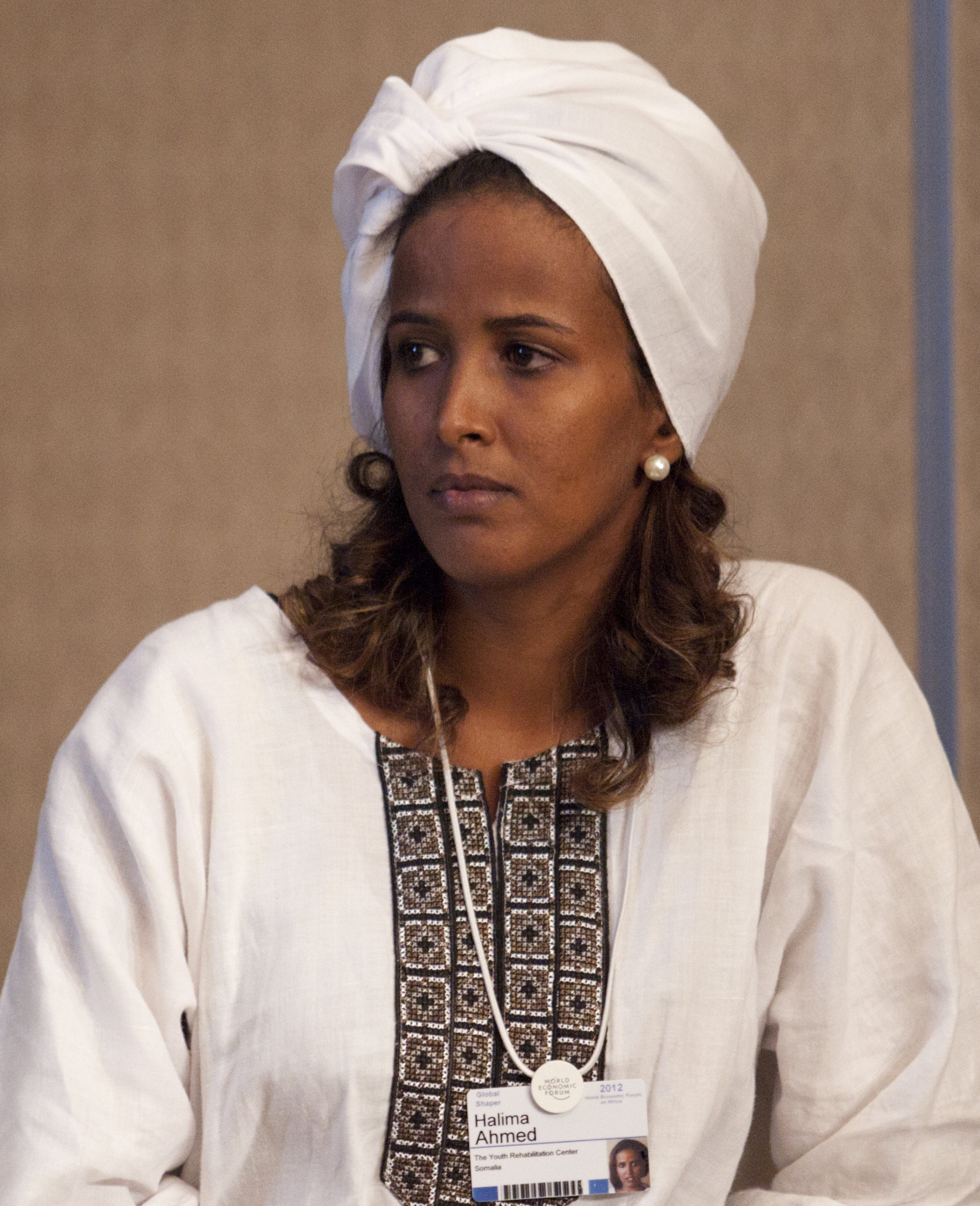
Écrivaine et militante politique somalienne Halima Ahmed

À la fin du IXe siècle de notre ère, presque tous les habitants de la Somalie se convertissent à l'islam. Le Coran reconnaît aux femmes le droit à la vie, à l'éducation, à la propriété et à l'héritage, ainsi que le droit de consentir au mariage et le droit de conclure un contrat de mariage avec leur futur époux. Dans le même temps, la culture somalienne fonctionne traditionnellement comme un patriarcat, où les hommes prennent la majorité des décisions financières et familiales et dominent la sphère publique.
Après l'indépendance de la Somalie vis-à-vis des puissances coloniales en 1960, les hommes et les femmes obtiennent le droit de vote. Cela conduit à une participation accrue des femmes à la vie publique entre les années 1970 et 1980. La scolarisation des filles, la présence des femmes sur le lieu de travail et la participation des femmes à la politique et à l'armée augmentent au cours de cette période. La loi sur la famille de 1975 accorde des droits égaux aux femmes et aux hommes en ce qui concerne le mariage, le divorce et l'héritage des biens et limite la polygamie. Le président Siad Barre soutient la création de l'Organisation démocratique des femmes somaliennes (ODFS) en 1977, en mémoire de Hawo Tako, une femme membre de la Ligue de la jeunesse somalienne anticolonialiste, tuée par les forces italiennes en 1948. Le régime de Barre créé l'ODFS et nomme ses dirigeantes afin que les femmes continuent de se plier aux exigences du gouvernement,.

## Égalité des sexes
Dans les zones urbaines, les femmes sont plus souvent chefs de famille[réf. souhaitée].

## Structure clanique et familiale

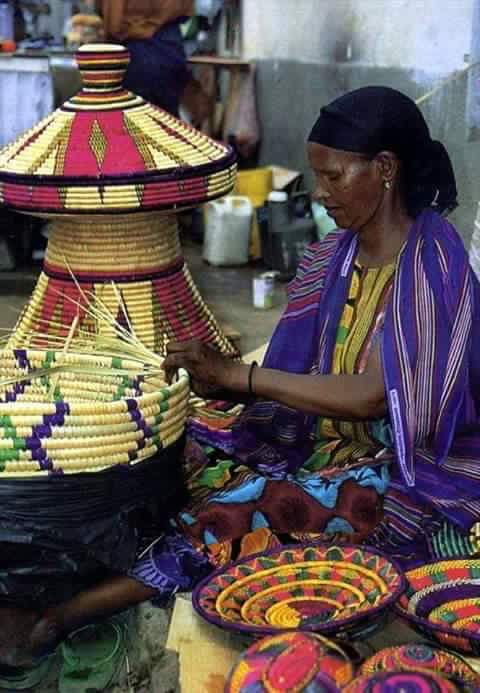
Artisanat traditionnel pendant la semaine culturelle à Hargeisa, en Somalie

Les groupes claniques du peuple somalien sont des unités sociales importantes, et l'appartenance à un clan joue un rôle central dans la culture et la politique somaliennes. Les clans sont patrilinéaires et sont souvent divisés en sous-clans, parfois avec de nombreuses subdivisions.
La société somalienne est traditionnellement endogame sur le plan ethnique. Les femmes qui se marient sont censées rejoindre la famille de leur mari. Pour renforcer les liens d'alliance, le mariage se fait souvent avec un autre Somalien d'un clan différent. Par exemple, une étude de 1994 observe que sur 89 mariages contractés par des hommes du clan Dhulbahante, 55 (62%) le sont avec des femmes du sous-clans Dhulbahante; 30 (33,7%) avec des femmes de clans voisins (Isaaq, 28 ; Hawiye, 3) ; et 3 (4,3%) avec des femmes du clan Darod (Majeerteen, 2, Ogaden, 1).
En 1975, la République démocratique de Somalie met en œuvre les réformes gouvernementales les plus importantes en matière de droit de la famille dans un pays musulman, mettant les femmes et les hommes, y compris les maris et les épouses, sur un pied d'égalité totale. La loi somalienne sur la famille de 1975 accorde aux hommes et aux femmes un partage égal des biens entre le mari et la femme en cas de divorce, ainsi que le droit exclusif de contrôle de chaque époux sur ses biens personnels.

## Tenue
Au cours de leurs activités quotidiennes, les femmes somaliennes portent généralement le guntiino, une longue pièce de tissu nouée sur l'épaule et drapée autour de la taille. Le guntiino est traditionnellement fait d'un tissu blanc uni, parfois orné de bordures décoratives, bien qu'aujourd'hui l'alindi, un textile courant dans la région de la Corne de l'Afrique et dans certaines parties de l'Afrique du Nord, soit plus fréquemment utilisé. Le vêtement peut être porté dans différents styles et avec différents tissus.
Sous le régime socialiste de Barre (1969-1991), les femmes sont libres de s'habiller comme elles le souhaitent et la plupart des citadines ne portent pas le hijab. Toutefois, après le déclenchement de la guerre civile somalienne en 1991, la plupart des femmes de Mogadiscio commencent à porter le hijab pour la première fois et celles qui ne le font pas sont harcelées.
Dans le cadre de leurs activités quotidiennes, les femmes somaliennes portent généralement le guntiino, une longue pièce de tissu nouée sur l'épaule et drapée autour de la taille. Dans des contextes plus formels, tels que les mariages ou les célébrations religieuses comme l'Aïd, les femmes portent le dirac, une robe longue, légère et diaphane en voile de coton ou de polyester. Les femmes mariées ont tendance à porter un foulard sur la tête, appelé shash, et couvrent souvent le haut de leur corps avec un châle, appelé garbasaar. Les femmes non mariées ou les jeunes femmes portent le hijab, le jiilbab est également couramment porté. Les femmes célibataires ou jeunes ne se couvrent pas toujours la tête.
Le dirac est généralement étincelant et très coloré, les modèles les plus populaires étant ceux dont les bordures ou les fils sont dorés. Le tissu est généralement acheté dans les magasins de vêtements somaliens, en même temps que le gorgorad. Par le passé, le tissu dirac est aussi fréquemment acheté auprès de marchands d'Asie du Sud.

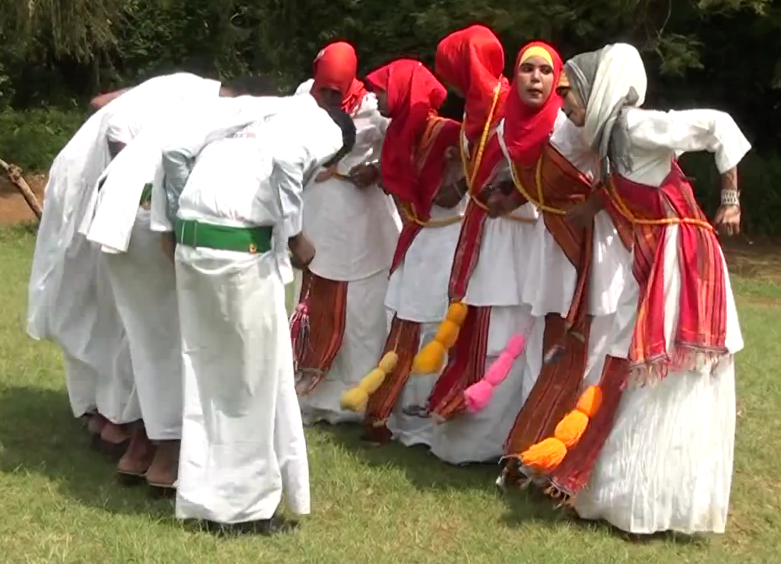
Jeunes femmes et hommes somaliens interprétant la chanson-danse traditionnelle dhaanto à Jubaland

En outre, les femmes somaliennes ont une longue tradition de port de bijoux en or et en argent, en particulier de bracelets. Lors des mariages, la mariée est souvent parée d'or. Par tradition, de nombreuses femmes somaliennes portent également des colliers et des bracelets de cheville en or. Le xirsi, un collier islamique, aussi porté dans des pays tels que l'Éthiopie et le Yémen, est également fréquemment porté.
Le henné est un autre élément important de la culture somalienne. Les femmes somaliennes le portent sur les mains, les bras, les pieds et le cou lors des mariages, de l'Aïd, du Ramadan et d'autres occasions festives. Les motifs du henné somalien sont similaires à ceux de la péninsule arabique, avec souvent des motifs floraux et des formes triangulaires. La paume est également fréquemment décorée d'un point de henné et le bout des doigts est trempé dans la teinture. Les fêtes du henné ont généralement lieu avant la cérémonie de mariage.
Les filles et les femmes somaliennes qui pratiquent l'islam portent le hijab.

## Littérature
La Somalie a une longue tradition de poésie. Parmi les formes de vers somaliens bien développées, on peut citer le buraanbur, qui est l'apanage des femmes, ainsi que le gabay, le jiifto, le geeraar, le wiglo, le beercade, l'afarey et le guuraw. Le gabay (poème épique), composé principalement par des hommes, est le plus complexe en termes de longueur et de métrique, dépassant souvent 100 lignes. Il est considéré comme la marque de l'accomplissement poétique lorsqu'un jeune poète est capable de composer de tels vers, et est considéré comme le summum de la poésie.
Le buraanbur, plus court, est essentiellement composé par des femmes. Des groupes de mémorisateurs et de récitants (hafidayaal) propagent cette forme d'art bien développée. Les poèmes s'articulent autour de plusieurs thèmes principaux : baroorodiiq (élégie), amaan (éloge), jacayl (romance), guhaadin (diatribe), digasho (jubilation) et guubaabo (conseils). Le baroorodiiq est composé pour commémorer la mort d'un poète ou d'un personnage important.

## Femmes remarquables

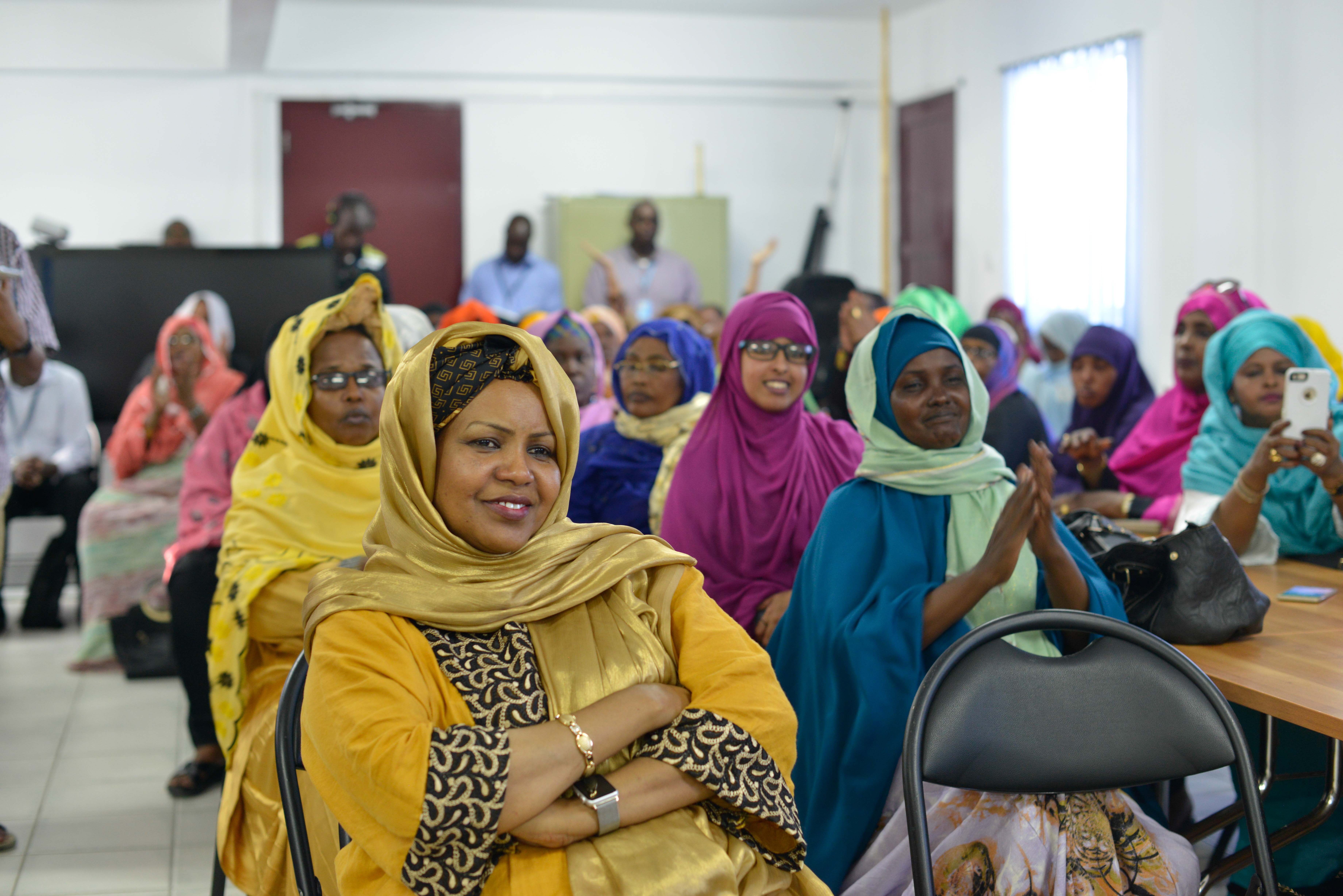
Des dirigeantes somaliennes et des membres de la société civile assistent à une réunion à Mogadiscio le 19 juin 2016 au cours de laquelle elles se sont mises d'accord sur un modèle électoral qui permettra aux femmes d'obtenir une représentation de 30 %, à tous les niveaux de leadership lors des prochaines élections.

Parmi les femmes notables du pays figurent Fawzia Yusuf H. Adam, députée et ancienne vice-première ministre et ministre des Affaires étrangères, actuellement présidente du Parti national démocratique. Nous pouvons citer également : la première femme candidate à la présidentielle (Fadumo Dayib), l'ancienne ministre fédérale du Développement social Maryam Qaasim, l'ancienne ministre des Affaires étrangères de la région du Somaliland Edna Adan Ismail et la consultante parlementaire Hodan Ahmed.

## Violences
Selon une étude réalisée en 2005, environ 97,9 % des femmes et des filles somaliennes ont subi des mutilations génitales féminines (MGF). Il s'agit à l'époque du taux de prévalence de cette procédure le plus élevé au monde. Un rapport de l'UNICEF de 2010 indique que la Somalie a le taux de MGF de type III le plus élevé au monde, avec 79 % de toutes les femmes somaliennes ayant subi cette procédure. En outre, 15 % des femmes ont subi une MGF de type II.
La prévalence est en baisse dans le nord de la Somalie. En 2013, l'UNICEF, en collaboration avec les autorités somaliennes, indique que le taux de prévalence des MGF chez les filles âgées de 1 à 14 ans dans les régions autonomes du Puntland et du Somaliland, dans le nord du pays, sont tombés à 25 % à la suite d'une campagne de sensibilisation sociale et religieuse. L'article 15 de la Constitution fédérale adoptée en août 2012 interdit l'excision.